# Marc Simenon
Marc Simenon, all'anagrafe Marc Jean Chrétien Simenon (Bruxelles, 19 agosto 1939 – Parigi, 24 ottobre 1999) è stato un regista e sceneggiatore francese naturalizzato belga.

## Biografia
Figlio dello scrittore Georges Simenon (1903-1989) e marito dell'attrice Mylène Demongeot (16 settembre 1968). Ha lavorato come assistente alla regia per diversi anni per poi diventare regista e sceneggiatore cinematografico e televisivo. Morì cadendo dalle scale nella sua casa di Parigi.

## Filmografia

### Regista

#### Cinema
- L'uomo di Marsiglia (L'explosion) (1971)
- Ultimatum alla polizia (Par le sang des autres) (1974)

#### Televisione
- Kick, Raoul, la moto, les jeunes et les autres - serie TV (1980)
- Le Petit Docteur - serie TV, episodi 1x1-1x4-1x6 (1986)
- Vacances au purgatoire - film TV (1992)
- Chien et chat II - film TV (1994)
- Chercheurs d'or - serie TV, 6 episodi (1996)
- Micro climat - film TV (1998)

### Regista e sceneggiatore

#### Cinema
- L'assassino colpisce all'alba (Le champignon) (1970)
- Signé Furax (1981)

#### Televisione
- Le inchieste dell'agenzia O (Les dossiers de l'agence O) - serie TV, 7 episodi (1968)
- Chien et chat - serie TV, episodi 1x2-1x3 (1994-1995)